# Биезинь, Александр Петрович
Александр Биезиньш (латыш. Aleksandrs Bieziņš, в документах советского времени также Биезинь; 31 августа 1897 года, Венденский уезд, Лифляндская губерния — 18 мая 1975 года, Рига) — латвийский и советский хирург, доктор медицины, заслуженный деятель науки Латвийской ССР, главный детский хирург Латвийской ССР. Считается основоположником детской хирургии и спортивной медицины в Латвии.

## Биография
Родился 31 августа 1897 года на хуторе Дилмани возле посёлка Биксере (ныне посёлок Саркани Мадонского района). В 1917 году окончил Рижскую Николаевскую гимназию и поступил в Тартуский университет. Участвовал в боях за освобождение Латвии.
Затем продолжил обучение на Медицинском факультете Латвийского Университета и окончил его в 1923 году. Работал в Рижской городской детской больнице, прошёл путь от ординатора до руководителя клиники детской хирургии, переняв этот пост у своего руководителя Рейнхольда Гиргенсона в 1939 году.
В 1929 году за исследования о заживлении сухожилий получил научную степень доктора медицины.
С 1931 года работал в Латвийском университете, приват-доцент Латвийского университета.
С 1937 года Биезиньш организовал кабинет медицинского контроля и спортивной медицины (в советское время он стал Республиканским врачебно-физкультурным диспансером Латвийской ССР), возглавил Секцию коррекции тела Общества совершенствования здоровья (Veselības veicināšanas biedrība).
С 1938-го по 1942 год он руководил институтом и поликлиникой физиотерапии.
Расцвет таланта хирурга пришёлся на послевоенные годы.
В 1946 году он избирается профессором медицинского факультета Латвийского госуниверситета и возглавляет там кафедру ортопедии, затем кафедру общей хирургии. С 1947 по 1972 год возглавляет Кафедру оперативной хирургии и топографической анатомии, с 1950 года — в самостоятельном Рижском медицинском институте.
С 1948 года профессор возглавлял Детскую клинику Рижского НИИ травматологии и ортопедии, с 1959-го по 1965 год был заместителем директора института по научной работе.
Также с 1957-го по 1964 год профессор возглавлял Латвийское научное общество травматологов и ортопедов, а с 1965-го по 1973 год — Латвийское научное общество хирургов.
А. П. Биезиньш организовал первые бесплатные курсы корригирующей гимнастики, которая затем стала обязательной во всех рижских школах.
В феврале 1962 года инициировал освоение кардиохирургии детям в республике, убедив в необходимости развития этого направления профессора А. Лиепукална, которому Медицинский научный совет Министерства здравоохранения Латвийской ССР дал поручение проверить, способна ли Детская больница на операции подобного уровня и который первоначально был настроен скептически.
Хирург Л. М. Рошаль, президент российской Национальной медицинской палаты, высказывал слова благодарности доктору Биезиню за свои первые шаги в науке, которые были сделаны на Первой студенческой конференции кафедры детской хирургии СССР, председательствовал на которой А. Биезиньш.
В 1973 году профессор реализовал свою мечту, создав в РМИ кафедру детской хирургии. В том же году коллеги первому в республике выручили ему «Золотой скальпель» за достижения в хирургии.
Александр Биезиньш скоропостижно скончался 18 мая 1975 года в Риге, похоронен на Первом Лесном кладбище. На его могильном камне написано просто: «Отец латвийской детской хирургии».

## Вклад в науку
А. П. Биезиньш первым в русскоязычной литературе описал (1937) «субэпифизарную остеохондропатию большеберцовой кости», известную в науке как синдром Блаунта-Эрлахера-Биезиня-Барбера, болезнь Эрлахера-Блаунта, синдром Мау-Нильсона.
А. П. Биезиньш первым в Советском Союзе произвёл трансплантацию консервированной кости ребёнку, у которого голень была поражена злокачественной опухолью. Он также занимался проблемами хирургии раннего возраста — изучал возможность производить операции в первые годы и даже месяцы жизни ребёнка. Под его руководством клиника детской хирургии Рижского медицинского института первой в Латвийской ССР начала делать операции на сердце детям. Первую операцию на сердце в Латвийской ССР в марте 1958 года провёл в Республиканской клинической больнице имени П.Страдыня профессор из Новосибирска Е. Мешалкин, ему ассистировал профессор Э. Эзериетис. Тот же профессор Мешалкин провёл и первую операцию по устранению порока сердца ребёнку в феврале 1962 года, при которой ассистировали А. П. Биезиньш и его ученик Я. Волколаков. Профессор В. Фуфин в то же время провёл операцию коррекции Боталлова протока, ему ассистировал Я.Гауенс.
Воспитал множество учеников и учёных, в числе которых зав. кафедрой хирургической стоматологии РМИ И. Бакулис, ортопед К. Круминьш, доктор наук О. Маргулис, Я. Гауенс, Я. Волколаков. Всего Биезиньш подготовил 10 докторов и 34 кандидатов наук.
Автор более 300 научных работ и нескольких учебных книг. Избранные публикации:
- Детская хирургия: [Учебник для педиатрич. фак. мед. ин-тов]. — Москва: Медицина, 1964. — 334 с.
- Химические ожоги пищевода у детей. — Москва: Медицина; Берлин: Народ и здоровье, 1966. — 192 с.
- Вопросы хирургии и ортопедии пороков развития у детей: [Сборник статей] / Риж. мед. ин-т. Риж. науч.-исслед. ин-т травматологии и ортопедии; [Отв. ред. проф. А. П. Биезинь]. — Рига: Зинатне, 1966. — 412 с.
- Новаторство в травматологии и ортопедии: (Опыт Латв. ССР): [Сборник статей] / Латв. респ. отраслевой совет ВОИР медиков; [Ред. коллегия: проф. д-р мед. наук А. П. Биезинь и др.]. — Рига: Латв. респ. ин-т науч.-техн. информации и пропаганды, 1967. — 135 с.
- Диагностика хирургических заболеваний органов грудной и брюшной полостей у детей. — Москва: Медицина, 1971. — 296 с.

## Награды и звания[3]
- Памятный знак за участие в освободительных боях (1924)
- Заслуженный деятель науки Латвийской ССР (1957)
- Орден Трудового Красного Знамени (1967)
- «Золотой скальпель» за достижения в хирургии (1973)
- Лауреат Государственной премии Латвийской ССР за заслуги в лечении лёгочных заболеваний (1974)

## Память
- Именем Александра Биезиня в 1986 году названа улица в рижском районе Золитуде.[3]
- В 1988 году в Рижском медицинском институте появилась аудитория имени профессора Биезиня[3].
- Мемориальный музей и памятник профессора Александра Биезиня открыты на его родном хуторе «Дилмани» в 1989 году[3].
- С 1989 года присваивалась премия Александра Биезиня за выдающиеся достижения в хирургии[3].